# دنیل کارنوالی
دنیل کارنوالی (انگلیسی: Daniel Carnevali؛ زادهٔ ۴ دسامبر ۱۹۴۶) بازیکن فوتبال اهل آرژانتین است.
از باشگاه‌هایی که در آن بازی کرده‌است می‌توان به باشگاه فوتبال روساریو سنترال، باشگاه ورزشی اتلتیکو جونیور، و باشگاه فوتبال لاس پالماس اشاره کرد.
وی همچنین در تیم ملی فوتبال آرژانتین بازی کرده‌است.